# Чхунчхън-Намдо
Чхунчхън-Намдо (на корейски: 충청 남도) е провинция в западната част на Южна Корея. Чхунчхън-Намдо е с население от 1 840 410 жители (2000 г.) и обща площ от 8352 км². Град Теджън е административен център на провинцията. Чхунчхън-Намдо е основана през 1896 г. и в нея са разположени 7 града.